# Genitori vs influencer
Genitori vs influencer è un film del 2021 diretto da Michela Andreozzi.

## Trama
Diretto da Michela Andreozzi, il film segue la storia di Paolo, padre single e professore di filosofia. Dopo la morte della moglie, Paolo si è trovato a crescere da solo sua figlia Simone, con la quale ha un rapporto speciale. Quando però la bambina cresce e diventa ufficialmente una ragazza adolescente, qualcosa tra i due cambia.  Simone infatti passa molto tempo davanti al cellulare ed è attratta da tutto ciò che ruota intorno al mondo dei social. Il suo idolo è l'influencer Ele-O-Nora, tanto che sogna di diventare come lei. Paolo invece non sopporta i social e nel tentativo di recuperare il rapporto con sua figlia, inizia una campagna contro l’abuso dei social proprio con il supporto di Simone che diventerà la sua web manager. Il progetto di Paolo avrà inaspettatamente molto successo e nonostante la sua volontà, Paolo si troverà a essere un influencer.

## Produzione
Le riprese principali del film, che sono durate sei settimane, sono iniziate il 9 dicembre 2020 e si sono concluse il 12 febbraio successivo; si sono svolte a Roma, più precisamente nel quartiere della Garbatella.

## Promozione
Il trailer è stato diffuso il 10 marzo 2021.

## Distribuzione
Il film è stato trasmesso in anteprima il 4 aprile 2021 su Sky Cinema e sulla piattaforma di streaming Now. È stato il debutto con più spettatori nel giorno di Pasqua su Sky, registrando 604.000 spettatori medi e 1 milione di contatti.

## Accoglienza

### Critica
Il sito web Movieplayer assegna al film un voto di 3,5 su 5, elogiando la prima parte della pellicola e i due protagonisti, criticando però il modo con cui è stata trattata la tematica dei social e la seconda parte.

## Riconoscimenti
- 2021[8] - Nastro d'argento

Candidatura a migliore commedia
Candidatura a migliore attore in un film commedia a Fabio Volo